# Palais d'Andafiavaratra
Le palais d'Andafiavaratra ou musée du Palais d'Andafiavaratra est un monument historique du 2e arrondissement d'Antananarivo à Madagascar.

## Histoire du palais

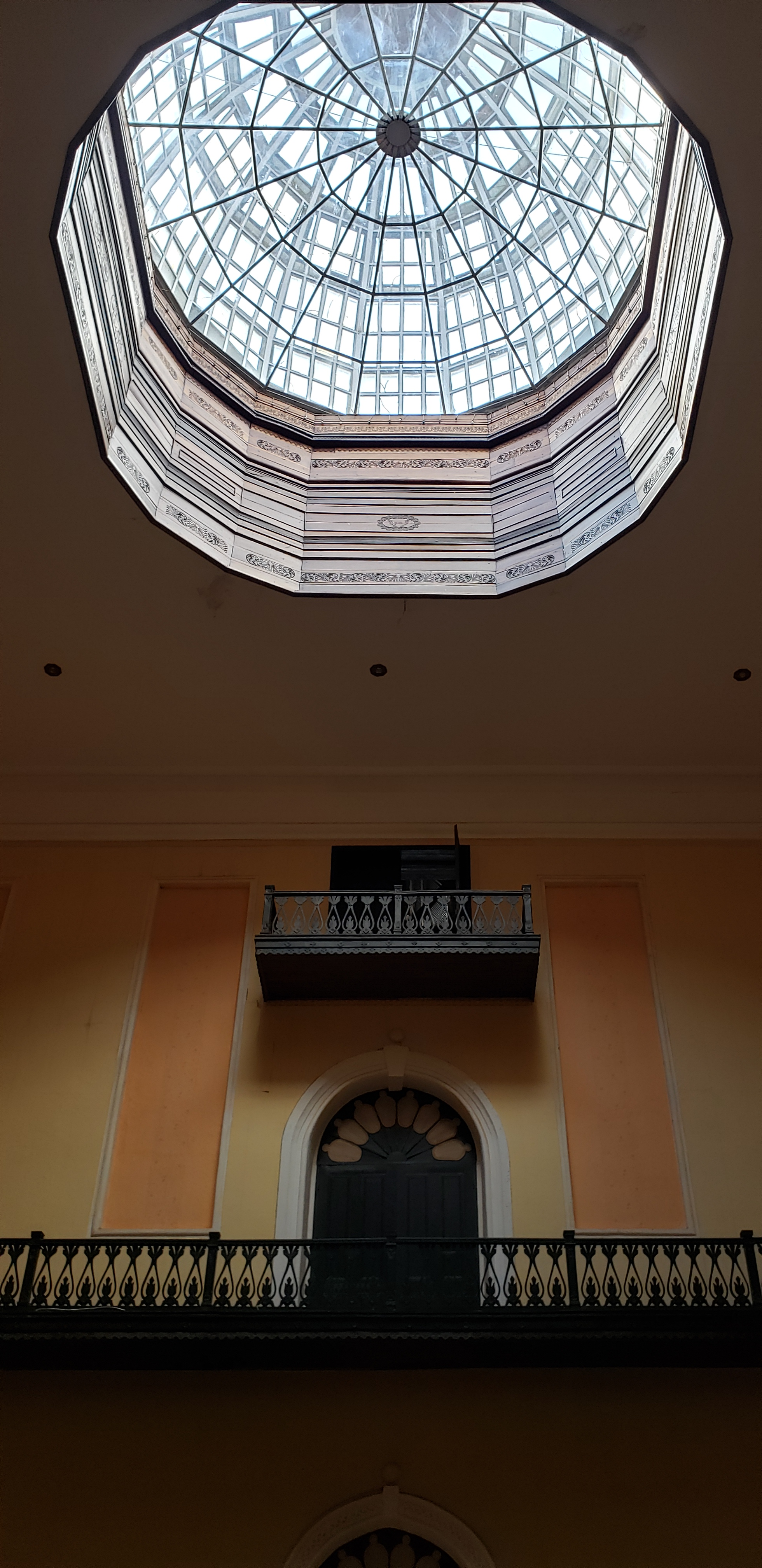
Vue du musée d'Andafiavaratra

Situé sur la colline Analamanga, plus haute de la capitale Antananarivo, sur un site proche du palais royal, le palais d'Andafiavaratra, était la résidence du Premier ministre Rainilaiarivony de Madagascar, qui gouvernait le royaume insulaire à la fin du XIXe siècle.
Le palais de pierre aux quatre tours a été conçu en 1872 par l'architecte britannique William Pool pour Rainilaiarivony, qui y vécut de 1864 à 1895.
Avant cela, Ranavalona Ire avait déjà fait construire un bâtiment en bois similaire pour son mari et Premier Ministre Rainiharo. Après 1895, pendant l'occupation française, le palais servit un temps de caserne aux troupes militaires. En 1960, après l'indépendance de Madagascar, il a ensuite été utilisé comme tribunal, école d'art, palais présidentiel et à nouveau comme résidence du Premier ministre. Le palais a été rénové après un incendie le 11 septembre 1976.

## Le musée du Palais
Le bâtiment sert actuellement de musée qui y expose les 1 466 objets estimés d'importance historique pour le Royaume de Madagascar sauvés du Rova d'Antananarivo lorsqu'un incendie en 1995 l'a partiellement détruit.
En 2013, le ministère de la Culture a annoncé son intention de restaurer la voûte du dôme du musée, car « la préservation et la protection de ce patrimoine matériel et immatériel est une priorité nationale ».